# Duboisia
Duboisia é um género botânico pertencente à família Solanaceae.
O princípio ativo do medicamento, butilbrometo de escopolamina conhecido por seu nome fantasia "Buscopan" produzido pela Boehringer Ingelheim desde 1952, deriva das folhas de uma árvore nativa da Austrália conhecida como corticeira ou Duboísia. Esta árvore é também cultivada em algumas regiões do sul do Brasil. Sua descoberta resultou de pesquisas de antigos médicos hindus na Índia conheciam os efeitos antiespasmódicos de uma planta similar à Duboísia, a Datura.

## Espécies

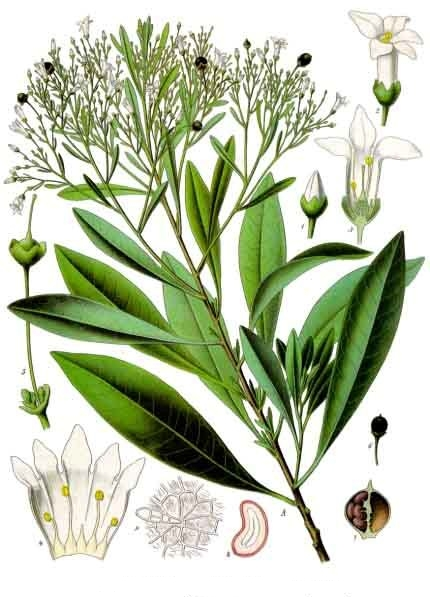
D.myoporoides ils. Köhler

- Duboisia arenitensis Craven, Lepschi & Haegi
- «Duboisia hopwoodii» (em inglês). (F.Muell.)
- Pituri (Duboisia hopwoodii) (en)
- Duboisia leichhardtii (F.Muell.)
- «Duboisia myoporoides» (em espanhol)